# Procédure d'adhésion de la Géorgie à l'Union européenne
La Géorgie dépose sa demande de candidature d'adhésion à l'Union européenne le 3 mars 2022, le même jour que la Moldavie et trois jours après l'Ukraine.
Le statut de candidat officiel à l'adhésion est par la suite accordé à la Géorgie le 14 décembre 2023.
Les négociations d'adhésion sont toutefois suspendues fin 2024, et pour 4 ans, à l'initiative du premier ministre Irakli Kobakhidze.

## Historique

### Contexte
À la suite de la demande, le 28 février 2022, du président ukrainien Volodymyr Zelensky de rejoindre l'Union européenne, 4 jours après le début de l'invasion de l'Ukraine par la Russie, le président du parti Rêve géorgien Irakli Kobakhidze a également annoncé lors d'une conférence de presse la « décision de faire acte de candidature immédiatement pour l'entrée dans l'UE » en y ajoutant que Bruxelles doit examiner urgemment cette candidature.
Par ailleurs, cette demande fait référence au fait que la Géorgie avait déjà connu une invasion russe en 2008 qui s'est soldée par la perte de deux territoires séparatistes. Le gouvernement géorgien avait déjà émis l'intention de présenter sa candidature pour adhérer à l'Union européenne en 2024.

### Chronologie

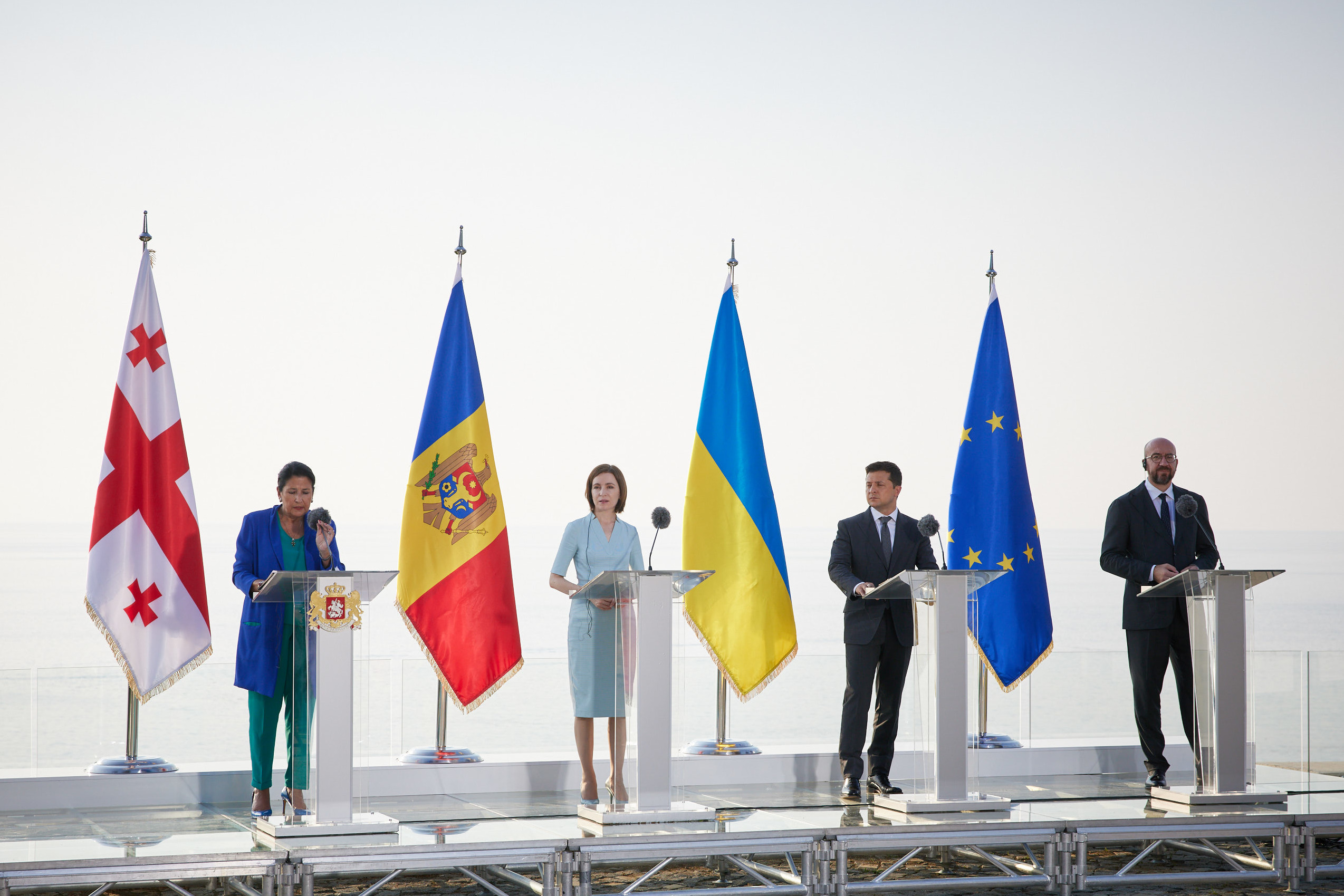
La présidente géorgienne Salomé Zourabichvili, la présidente moldave Maia Sandu, le président ukrainien Volodymyr Zelensky et le président du Conseil européen Charles Michel lors de la conférence de Batumi en 2021.

La candidature est annoncée par la présidente Salomé Zourabichvili et le Premier ministre Irakli Garibachvili, lors d'une conférence de presse, le 2 mars 2022.
Le dépôt de candidature se fait le 3 mars 2022 ; le Premier ministre Irakli Garibachvili, indique que « La Géorgie est un État européen et continue d'apporter une contribution précieuse à sa protection et à son développement », tout en précisant que l'adhésion à l'UE est un « objectif stratégique » pour son pays.
Le 17 juin 2022, la Commission européenne refuse de recommander la Géorgie pour le statut de candidat, déclarant que la Géorgie n'obtiendrait le statut de candidat qu'après que certaines conditions soient remplies : lutter contre la polarisation politique en s'assurant de la coopération entre les partis politiques, garantir le fonctionnement démocratique des institutions de l'État, améliorer le cadre électoral, adopter et mettre en oeuvre un plan d'action transparent et efficace pour la réforme judiciaire, renforcer l'indépendance de l'Agence de lutte contre la corruption, renforcer la lutte contre le crime organisé, garantir un environnement médiatique libre, consolider les efforts visant à renforcer l'égalité des sexes et à lutter contre les violences faites aux femmes, garantir l'implication de la société dans le processus décisionnel, adopter une législation qui prenne en compte de manière proactive les décisions de la Cour européenne des droits de l'homme et nommer un défenseur public.
Dans son rapport annuel sur l’élargissement de novembre 2023, la Commission européenne recommande d'accorder le statut de candidat à la Géorgie ; les chefs d’État et de gouvernement seront amenés à se prononcer sur le sujet lors du Conseil européen de décembre 2023.
Le 14 décembre 2023, lors d'un sommet européen, les pays de l'UE ont accordé à la Géorgie le statut de candidat officiel à l'adhésion à l'Union européenne. La présidente géorgienne Salomé Zourabichvili a réagi sur les réseaux sociaux en écrivant que « cette journée marque une immense étape pour la Géorgie et notre famille européenne » et que « la volonté inébranlable du peuple géorgien s’est exprimée ».
Le Conseil européen des 27-28 juin 2024 décide de geler le processus d'adhésion de la Géorgie à l'Union européenne en raison de la loi adoptée sur la transparence de l'influence étrangère qui représente un recul par rapport aux recommandations de la Commission relative au statut de candidat,.
En novembre 2024, le premier ministre Irakli Kobakhidze annonce suspendre les négociations jusqu'à 2028.
| Date             | Évènement |
| ---------------- | --- |
| 3 mars 2022      | Candidature à l'adhésion à l'Union déposée. |
| 17 juin 2022     | La Commission européenne établit une liste de onze recommandations à remplir par le pays pour obtenir le statut de pays candidat. |
| 8 novembre 2023  | La Commission européenne recommande l'octroi du statut de pays candidat. |
| 14 décembre 2023 | Le Conseil européenne octroie le statut de candidat à la Géorgie. |
| 14 mai 2024      | Le parlement géorgien adopte la loi sur la transparence de l'influence étrangère. |
| 27 juin 2024     | Le Conseil européen gèle le processus d'adhésion de la Géorgie. |
| 26 octobre 2024  | Les Élections législatives géorgiennes de 2024 voient la victoire contestée du parti Rêve géorgien. L'opposition conteste les résultats et dénonce la fraude massive. Le parlement européen ne reconnaît pas la validité des élections. |
| 28 novembre 2024 | Le premier ministre Irakli Kobakhidze annonce une suspension du processus d'adhésion du pays jusqu'à la fin 2028 même si son gouvernement continuera les réformes nécessaires en visant une adhésion en 2030.                           |

## États des négociations

### Acquis communautaire
| Chapitres de l'acquis                                               | Évaluation initiale de la Commission | Début de l'examen analytique | Fin de l'examen analytique | Ouverture du chapitre | Clôture du chapitre |
| ------------------------------------------------------------------- | ------------------------------------ | ---------------------------- | -------------------------- | --------------------- | ------------------- |
| 1. Libre circulation des biens                                      | Efforts considérables nécessaires    | –                            | –                          | –                     | –                   |
| 2. Libre circulation des travailleurs                               | Très difficile à adopter             | –                            | –                          | –                     | –                   |
| 3. Droit d’établissement et libre prestation de services            | Efforts approfondis nécessaires      | –                            | –                          | –                     | –                   |
| 4. Libre circulation des capitaux                                   | Efforts approfondis nécessaires      | –                            | –                          | –                     | –                   |
| 5. Marchés publics                                                  | Efforts considérables nécessaires    | –                            | –                          | –                     | –                   |
| 6. Droit des sociétés                                               | Efforts considérables nécessaires    | –                            | –                          | –                     | –                   |
| 7. Droits de propriété intellectuelle                               | Efforts considérables nécessaires    | –                            | –                          | –                     | –                   |
| 8. Politique de la concurrence                                      | Très difficile à adopter             | –                            | –                          | –                     | –                   |
| 9. Services financiers                                              | Efforts considérables nécessaires    | –                            | –                          | –                     | –                   |
| 10. Société de l'information et médias                              | Efforts considérables nécessaires    | –                            | –                          | –                     | –                   |
| 11. Agriculture et développement rural                              | Très difficile à adopter             | –                            | –                          | –                     | –                   |
| 12. Sécurité alimentaire, politique vétérinaire et phytosanitaire   | Efforts considérables nécessaires    | –                            | –                          | –                     | –                   |
| 13. Pêche                                                           | Efforts considérables nécessaires    | –                            | –                          | –                     | –                   |
| 14. Politique des transports                                        | Efforts considérables nécessaires    | –                            | –                          | –                     | –                   |
| 15. Énergie                                                         | Efforts considérables nécessaires    | –                            | –                          | –                     | –                   |
| 16. Fiscalité                                                       | Efforts approfondis nécessaires      | –                            | –                          | –                     | –                   |
| 17. Politique économique et monétaire                               | Efforts approfondis nécessaires      | –                            | –                          | –                     | –                   |
| 18. Statistiques                                                    | Efforts considérables nécessaires    | –                            | –                          | –                     |                     |
| 19. Politique sociale et emploi                                     | Efforts considérables nécessaires    | –                            | –                          | –                     | –                   |
| 20. Politique d'entreprise et politique industrielle                | Efforts approfondis nécessaires      | –                            | –                          | –                     | –                   |
| 21. Réseaux transeuropéens                                          | Efforts considérables nécessaires    | –                            | –                          | –                     | –                   |
| 22. Politique régionale et coordination des instruments structurels | Efforts considérables nécessaires    | –                            | –                          | –                     | –                   |
| 23. Appareil judiciaire et droits fondamentaux                      | Efforts considérables nécessaires    | –                            | –                          | –                     | –                   |
| 24. Justice, liberté et sécurité                                    | Efforts considérables nécessaires    | –                            | –                          | –                     | –                   |
| 25. Science et recherche                                            | Efforts approfondis nécessaires      | –                            | –                          | –                     | –                   |
| 26. Éducation et culture                                            | Efforts approfondis nécessaires      | –                            | –                          | –                     | –                   |
| 27. Environnement                                                   | Très difficile à adopter             | –                            | –                          | –                     | –                   |
| 28. Protection des consommateurs et de la santé                     | Efforts considérables nécessaires    | –                            | –                          | –                     | –                   |
| 29. Union douanière                                                 | Efforts approfondis nécessaires      | –                            | –                          | –                     | –                   |
| 30. Relations extérieures                                           | Efforts approfondis nécessaires      | –                            | –                          | –                     | –                   |
| 31. Politique étrangère, de sécurité et de défense                  | Efforts approfondis nécessaires      | –                            | –                          | –                     | –                   |
| 32. Contrôle financier                                              | Efforts considérables nécessaires    | –                            | –                          | –                     | –                   |
| 33. Dispositions financières et budgétaires                         | Très difficile à adopter             | –                            | –                          | –                     | –                   |
| 34. Institutions                                                    | Rien à adopter                       | –                            | –                          | –                     | –                   |
| 35. Autres                                                          | Rien à adopter                       | –                            | –                          | –                     | –                   |
| Progression                                                         |                                      | 0 sur 33                     | 0 sur 33                   | 0 sur 33              | 0 sur 35            |